# Uncarina roeoesliana
Uncarina roeoesliana ist eine Pflanzenart aus der Gattung Uncarina in der Familie der Sesamgewächse (Pedaliaceae). Benannt wurde die Art nach Walter Röösli aus Zürich, einem Sammler und Kenner von Pflanzen (Uncarina, Pachypodium, Euphorbia) aus Madagaskar.

## Beschreibung
Uncarina roeoesliana wächst als kleiner Baum mit einem dünnen und nur manchmal verzweigten Stamm aus einer unterirdischen, großen und kugeligen Knolle. In Einzelfällen kann die Knolle auch zwei Stämme austreiben. Die Pflanzen werden bis 1,5 Meter hoch. Die tief gelappten Blätter bilden 5 bis 7 stumpfe Lappen aus, von denen der endständige der größte ist. Die beiden seitlichen Lappen sind mittelgroß und die zwei äußeren Lappen, nahe der Blattbasis, sind klein. Alle Lappen können auch selbst nochmals leicht gelappt sein. Die Blattspreite wird 16 Zentimeter lang und 12 Zentimeter breit. Auf der grünen Blattoberseite befinden sich viele einfache Haare, von denen die längeren in der Regel einen reduzierten Kopf besitzen. Gleichzeitig finden sich wenige Schleimdrüsen mit kurzem Stiel und quadratischem Kopf auf der Oberseite. Die Blattunterseite erscheint durch die dichte Bedeckung mit lang gestielten Schleimdrüsen mit einem etwas sternförmigem Kopf gräulich grün. 
Der Blütenstand besteht aus Cymen mit selten 1, in der Regel 3 bis 7 Einzelblüten, die keine dichten Büschel ausbilden. Auf den hellgelben Blüten befinden sich vom Blütenschlund ausgehend und zur Blütenbasis verlaufend einige rote Linien. Die Blütenröhre wird etwa 3 bis 4 Zentimeter lang.
Die seitlich zusammengedrückte Frucht ist in der Seitenansicht eiförmig und mit einem langen, breiten und länglichen Schnabel versehen. Auf der etwa 3,5 bis 4,5 Zentimeter langen und 1,8 bis 2,2 Zentimeter breiten Frucht werden zwei verschiedene Stachelformen ausgebildet. Die oberen Stachel ragen oft über den Schnabel hinaus. Es werden sehr viele, etwa 3 Millimeter lange, einfache Stacheln ausgebildet. Es werden keine falschen Scheidewände ausgebildet. Die verkehrt eiförmigen Samen werden 6 Millimeter lang und 5 Millimeter breit und besitzen 1 Millimeter große Flügel.

## Verbreitung und Systematik
Uncarina roeoesliana ist endemisch in Süd-Madagaskar, im Süden der Provinz Toliara auf Dünen verbreitet.
Die Erstbeschreibung der Art erfolgte 1996 durch Werner Rauh. Die Art ist nahe mit Uncarina grandidieri und Uncarina decaryi verwandt.